# Mizikevycha
Mizikevycha  (ucraniano: Лиманка) es una localidad del Raión de Ovidiopol en el Óblast de Odesa de Ucrania. Según el censo de 2023, tiene una población de 13000 habitantes.